# Свадебные утки

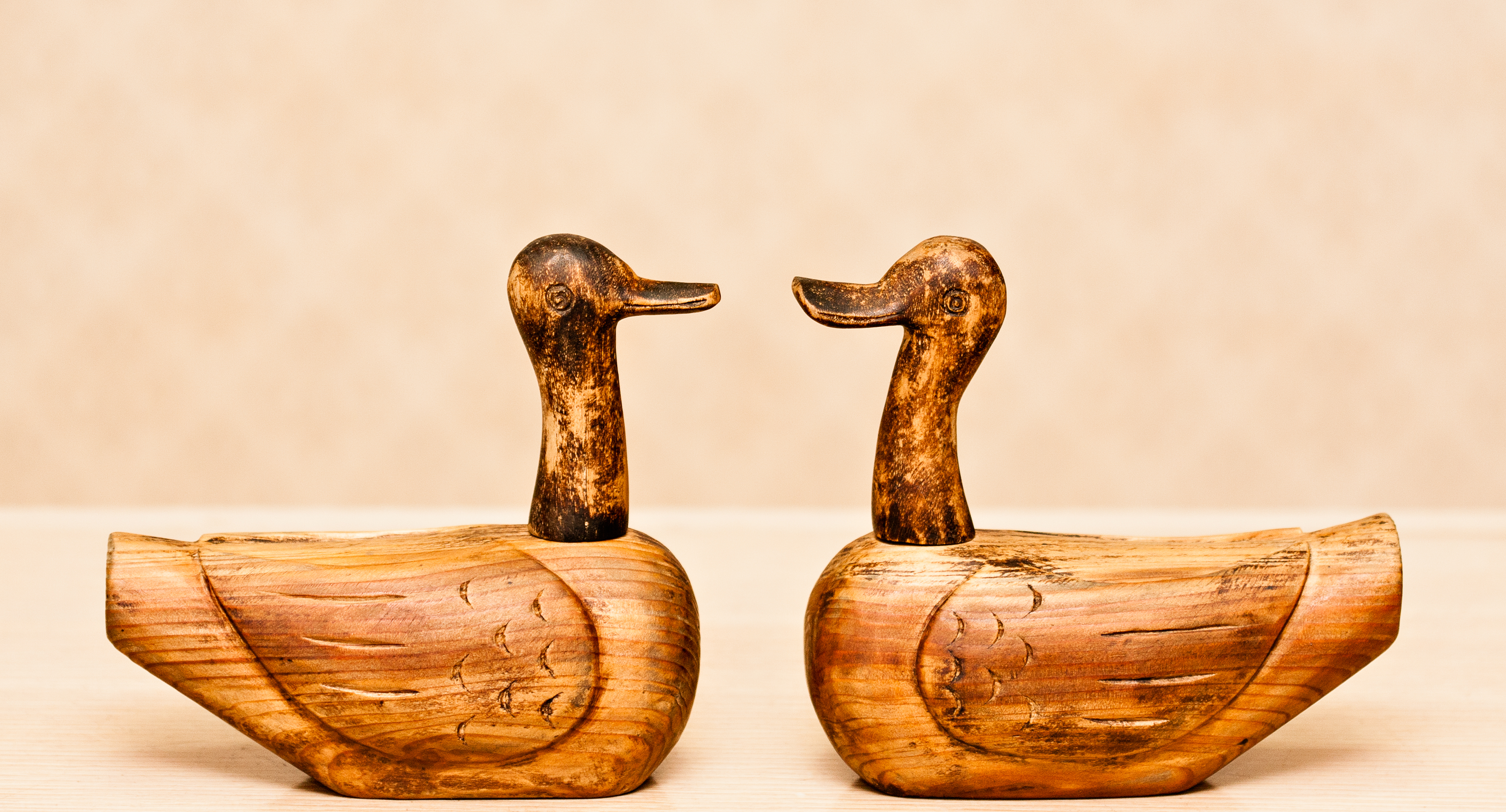
Старинные свадебные утки; самка слева, самец (с более широким клювом) справа. Утки, смотрящие друг на друга, указывают на гармонию в браке

Свадебные утки (кор. 원앙세트; вонан сеты; ханча: 鴛|鴦; набор уток-мандаринок) представляют собой пару резных фигурок уток (традиционно уток-мандаринок), которые используются в корейских свадебных церемониях и часто дарятся в качестве свадебных подарков. Утки-мандаринки выбраны потому, что считается, что, в отличие от других видов уток, они спариваются на всю жизнь, и если один из пары умрет, другой будет оплакивать. Для корейцев утки-мандаринки олицетворяют мир, верность и обильное потомство.

## История и резьба

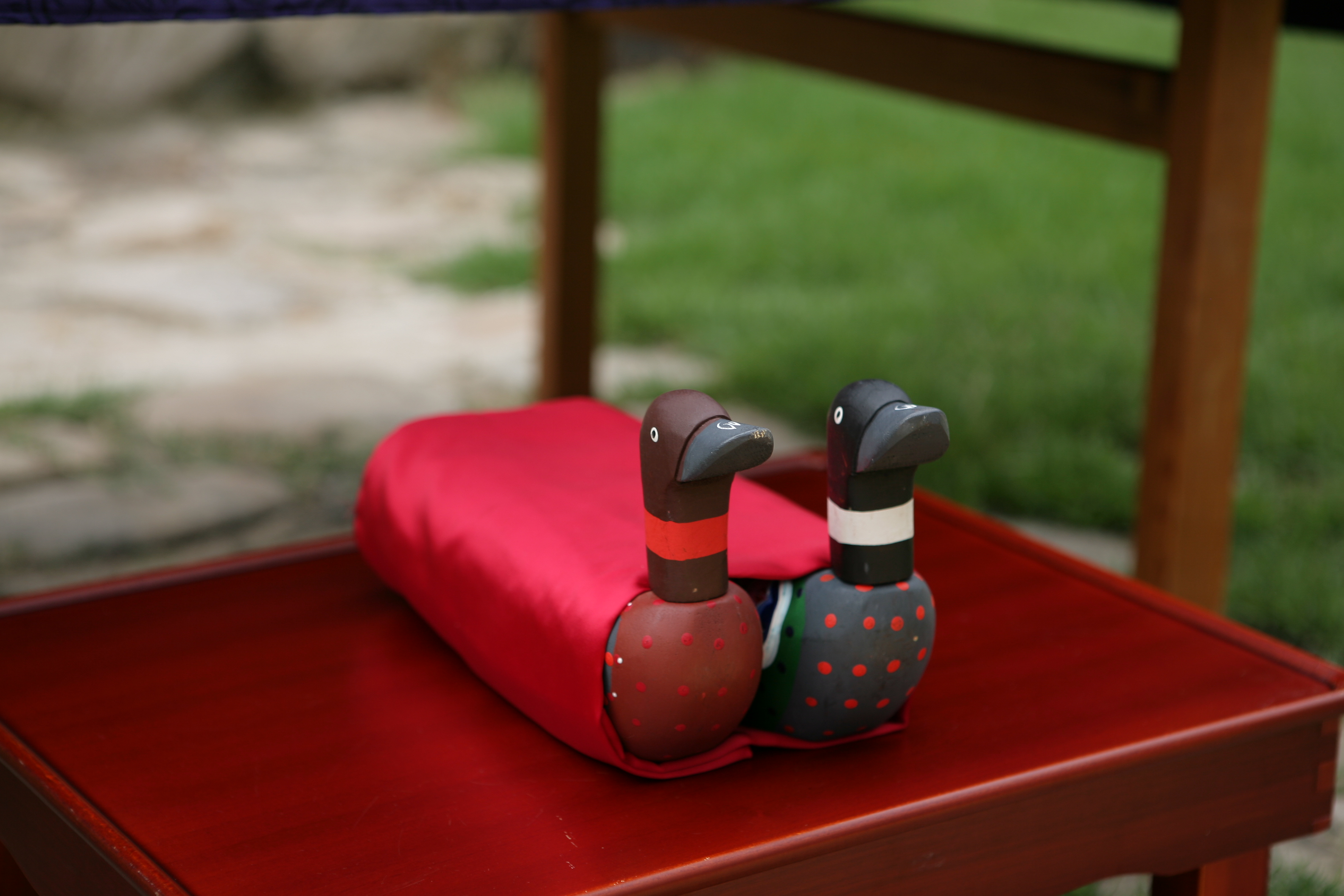
Свадебные утки, завернутые в ткань, для традиционной свадебной церемонии

Первоначально мужчина, желавший жениться, покупал пары живых уток или гусей, чтобы подарить их семье будущей невесты. Эта традиция уступила место использованию деревянных уток вместо живых животных. Пара выбирала резчика по дереву, который вырезал им свадебных уток. Желательно, чтобы он был хорошим другом этой пары. Кроме того, у человека должно быть «пять состояний», чтобы быть подходящим резчиком, потому что считалось, что эти состояния будут переданы уткам и переданы паре, которая их получила. Пять состояний резчика заключаются в том, что он должен:
1. Быть богатым.
2. Быть здоровы.
3. Иметь хорошую жену.
4. Не разведён, и у него не должно быть разведённых родственников.
5. Иметь много сыновей.

Пятое положение о сыновьях согласуется с конфуцианским акцентом на силе и размножении семьи. Это состояние также указывает на то, что мужчина должен поддерживать хорошие отношения со всеми своими сыновьями. Если у человека много детей, но только двое из них остаются с ним, когда он умирает, он может сказать, что у него лишь двое детей.
Во время резьбы мужчина молился о счастье, мире, процветании и обильном потомстве. Резчик выполнял работу бесплатно, потому что считалось честью, чтобы его попросили вырезать свадебных уток. Он также не должен вырезать более одного набора уток за всю свою жизнь, потому что с каждой резьбой он разделяет часть своего пяти состояний.

## Современность

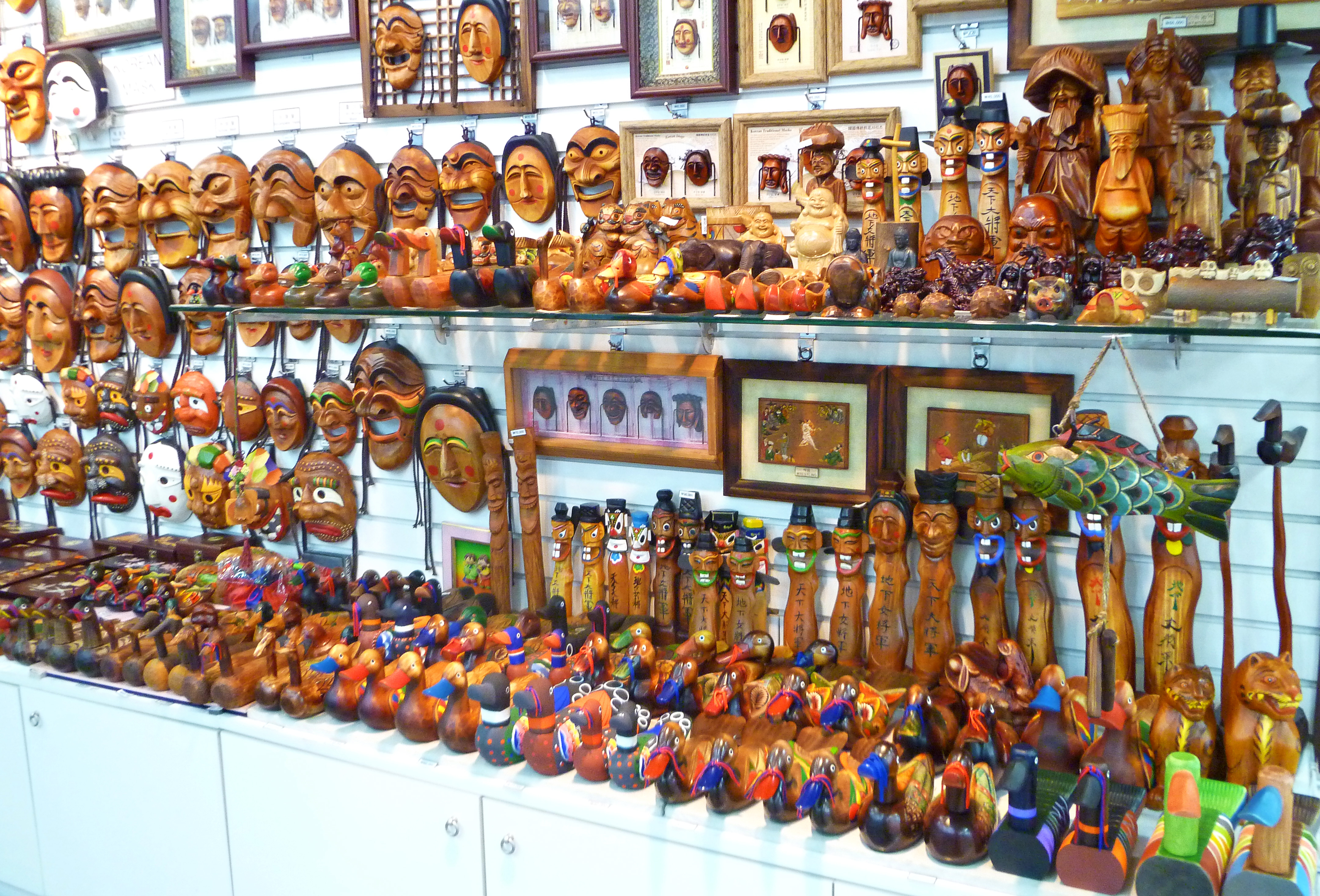
Свадебные утки для продажи в сувенирном магазине в Сеуле

Современные свадебные утки чаще всего выпускаются серийно . Самки уток обычно красные, самцы голубые. У самки утки может быть повязана лента вокруг клюва в знак того, что жена должна вести себя тихо и поддерживать своего мужа. Также часто можно увидеть ленту вокруг клюва обеих уток, означающую, что молчание — это добродетель. Свадебные утки часто покупаются туристами в качестве сувениров, и их можно найти в продаже в большинстве туристических достопримечательностей Южной Кореи .

## Свадебная церемония
Свадебные утки сегодня не являются обычным явлением на свадьбах, хотя они могут быть включены в более традиционные церемонии. Если они включены, перед началом церемонии уток заворачивают в ткань, оставляя открытыми только шеи и головы. Когда приходит невеста, завернутых уток кладут на стол, за которым будет проходить церемония.
После свадьбы утки выставляются на видном месте где-то в доме пары. Если между мужем и женой царит гармония, то утки ориентируются лицом друг к другу, клюв к клюву. Если пара спорит, они могут повернуть одну или обеих уток лицом друг к другу. Уток обычно передают в качестве подарков от матери к дочери.